# Cyrtogrammus laosicus
Cyrtogrammus laosicus är en skalbaggsart som beskrevs av Stefan von Breuning 1968. Cyrtogrammus laosicus ingår i släktet Cyrtogrammus och familjen långhorningar.
Artens utbredningsområde är Laos. Inga underarter finns listade i Catalogue of Life.